# Симкин, Яков Львович
Яков Львович Симкин (бел. Сімкін Якаў Львовіч; 25 августа 1921, Ленино, Горецкий район, Могилевская область — 2 августа 1978, Москва) — советский художник, график, член Союза художников СССР (1969), участник Великой Отечественной войны.

## Биография
Я. Л. Симкин родился в семье Льва и Эстер Симкиных. Через некоторое время семья переехала в город Горки Могилёвской области, где он в 1939 году окончил среднюю школу № 2.
Заслуженный экономист БССР, профессор, профессор кафедры агробизнеса Белорусской государственной сельскохозяйственной академии М. З. Фрейдин, двоюродный брат художника, вспоминает, что «…еще в школьные годы Яков увлекался искусством и литературой. Он долго колебался, куда поступать: в художественный или педагогический институт. В то время победило увлечение литературой». 
В 1939 году он поступил в педагогический институт в Минске. А через несколько месяцев был призван в ряды Красной Армии, где встретил Великую Отечественную войну. С первого и до последнего дня войны Яков Симкин воевал, будучи механиком 16-го и 177-го истребительных авиационных полков. Он награжден медалями «За оборону Москвы» и «За победу над Германией».
После войны Я. Симкин жил в Минске, работал в газетах «Тревога» и «Зорька». Был лектором Всесоюзного общества по распространению политических и научных знаний, ездил с выступлениями по Белоруссии.
Затем Я. Симкин переехал в Москву. В 1947 году он входил в «Бригаду Маяковского» — литературное объединение, которое работало при музее В. В. Маяковского, и был внештатным лектором этого музея. Искусствовед Н. Крымова в статье «О Я. Л. Симкине», вспоминала: «Мы познакомились после войны, году в 47-м, в так называемой „Бригаде Маяковского“ — литературном объединении, с которым связана юность многих, любивших поэзию. Мы тогда могли читать Маяковского, Багрицкого, Пастернака с вечера до утра. Нас увлекала атмосфера поэтического соревнования и та „борьба за Маяковского“, в которой, кажется, именно мы сами и нуждались… Жизненный опыт Яши Симкина, родившегося в белорусской деревне в 1921 году и прошедшего через войну механиком истребительного авиаполка, был особым, нелегким, да и сам Яша был мало похож на нас, тогда совсем еще легкомысленных московских школьников или студентов-филологов». С чтением стихов он много ездил по стране, был в числе победителей общемосковского конкурса на лучшего чтеца произведений поэта.
В 1950 году Я. Симкин закончил заочное отделение филологического факультета МГУ имени М. В. Ломоносова. Однако, устроиться на работу по специальности в гуманитарной сфере, в связи с развернутой в СССР в это время антисемитской кампанией по борьбе с «безродными космополитами», было невозможно. Пришлось работать слесарем на заводе «Борец», мастером производственного обучения в техническом училище, а затем — преподавателем труда и рисования в школе. Работа учителем рисования позволяла ему продолжать любимые с раннего детства самостоятельные занятия рисованием и живописью.
Со временем эти занятия продолжились в студии самодеятельных художников. Там он занимался у художников М. Т. Райского, Ю. Г. Ряжского и М. Т. Хазанова. Ученик Казимира Малевича М. Т. Хазанов стал для Якова Симкина основным учителем. В 1969 году Яков Симкин был принят в члены Союза художников СССР.
Я. Л. Симкин умер в 1978 году в самом расцвете творческих способностей после тяжелой болезни.

## Творческая деятельность
Я. Симкин не имел профессионального специального образования и, как отметил художник и искусствовед О. Гостев, «…лишенный „академии“, неистово взялся за кисти и карандаши, снискав смелостью и решительностью покровительство Муз».
Он начинал работать, как все художники, карандашом и кистью, но потом — всё больше мастихином и прибегал к кисти лишь вначале — для закрепления рисунка. Его родные вспоминают, что работал он очень много. Везде, где только мог, делал рисунки и наброски. Видимо, он предчувствовал, что времени на творчество будет отпущено мало.
Художник работал в различных жанрах. С самого начала он большое внимание уделял портрету, который занимал в его творчестве значительное место. Он овладел профессиональными навыками портретиста и выработал самостоятельный подход к задачам портретной живописи. Я.Симкин создал целую галерею портретов, отмеченных острой наблюдательностью, точных и лаконичных по изобразительной форме. Уже в первых своих работах художник проявил способность выразить характер и передать особенности изображаемых людей. Среди них много портретов деятелей культуры — Б. Пастернака (с 1963 по 1978 годы были написаны пять портретов поэта), А. Грина (этот портрет был приобретен дирекцией музея А. Грина), народного артиста СССР С. Михоэлса, художников Н. Ларского, А. Нюренберга, А. Никича, Ю. Павлова, пианиста Вана Клиберна. Портрет Героя Советского Союза Алии Молдагуловой находится в фондах Горецкого историко-этнографического музея.
Искусствовед М. Аграновская в статье «О Я. Л. Симкине», анализируя его портреты, писала: «Глядя на написанные Симкиным портреты, ощущаешь, как поражала художника единственность каждого человеческого облика. Портретист не умолкал в нем никогда. Как любил художник разглядывать людей, как трогало и умиляло его их различие — эта всегда прекрасная для доброжелательного взгляда драгоценность, которая есть в каждом: раскосость глаз, припухлость щек или покатость плеч. Как он умел увидеть, ощутить, сопережить характер и восхищенно запечатлеть его!».
Я. Симкин был автором натюрмортов. О. Гостев писал: «Окружающий человека разнообразный предметный мир… предстает перед нами в многочисленных натюрмортах Симкина. Возникает вопрос, что может добавить еще один новый натюрморт к десяткам уже написанных? Вот тут-то и совершается чудо: созданный рукою мастера, он вводит зрителей в мир таких знакомых нам вещей и предметов, открывая при этом все новые и новые грани их, а, следовательно, и нашего бытия». Один из них — «Натюрморт с автопортретом Ван Гога», написанный в 1975 году, был закуплен дирекцией выставок Союза художников РСФСР.
С 1968 года Яков Львович начал заниматься графикой и создал целые циклы работ о таких исторических городах, как Ростов Великий, Ярославль, Углич, Печоры. Не забыл земляк и родную Беларусь. Им были созданы картины: «В белорусской хате», «Белоруссия. В Горках» и другие. Художник применяет разную технику: черную тушь, перо, цветные карандаши, фломастеры. Исследователи его творчества делят графические работы на циклы: «В Карпатах», «Псково-Печерская лавра», «Обнаженная натура», «Карпатские и прибалтийские пейзажи», «Церкви».
Н. Крымова отмечала: «Особенно в его графических работах (сделанных в Ростове Великом, на озере Сенеж, в Угличе, Печорах, на реке Нерль) видны пристрастия художника. Я. Симкин любил то, что сделано на земле человеком как бы в согласии с природой, не в противоречии с ней».
Художник создал много морских пейзажей. Рисуя море, он видит его движение, чувствует дуновение ветра, ощущает прохладу брызг и невольно передает эту живую энергетику холсту. В картинах «Пристань», «В рижском заливе», «Лодки на озере» и других раскрывается красота моря и сила дикой природы.
Искусствоведы отмечали, что главным в работе художника является духовность, красота окружающего мира и особое цветовидение и поэтому называли Я. Симкина «цветоносным» художником. Искусствовед и арт-критик С. Кусков писал, что Я.Симкин «…живописец, работавший не ради славы и успеха, а затворнически бескорыстно, в лучшем смысле слова для себя, но более всего для самоценного Искусства, ставшего смыслом жизни и шансом личной свободы».
Большая часть работ Я. Л. Симкина хранится у сына художника в канадской провинции Онтарио. Коллекция из 21 картины была подарена женой художника Горецкому историко-этнографическому музею, который ежегодно ко дню рождения художника выставляет его картины.

## Выставки
- 1959—1960 — 2-я московская городская выставка самодеятельного творчества
- 1961 — Всесоюзная выставка работ самодеятельных художников
- 1966—1967 — Персональная выставка. Москва
- 1967, 1969 — Весенние выставки московских художников
- 1976, 1971, 1972, 1974, 1976, 1977, 1978 — Выставки московских художников — ветеранов Великой Отечественной войны
- 1975 — Всесоюзная выставка «30 лет Победы»
- 1977 — Выставка московских художников «Посвящается 60-летию октября»
- 1981 — Персональная выставка. Москва
- 1997 — Персональная выставка. Пущино. Московская область. Дом учёных[12]

## Признание
Член Союза художников СССР (1969).

## Награды
- медаль «За оборону Москвы»
- медаль «За Победу над Германией в Великой Отечественной войне 1941—1945 гг.»
- нагрудный знак «25 лет Победы в Великой Отечественной войне»
- медаль «Тридцать лет Победы в Великой Отечественной войне 1941—1945 гг.»

## Семья
- Жена — Дина Григорьевна Каданер (1921—2017)
- Сын — Владимир Симкин (1948 г. р.)

## В сети
- Лившиц, Владимир: Его называли «цветоносным» художником. Дек 19, 2017 . Электронный журнал «Мастерская»// https://club.berkovich-zametki.com/?p=33114 Дата доступа: 10.08.2021.
- Лившиц, Владимир: Его наставником был ученик Казимира Малевича, больше 20 его картин хранятся в горецком музее https://horki.info/news/18391.html  Дата доступа: 1.07.2021.
- Сімкін, Якаў Львовіч (1921—1978) http://catalog.library.mogilev.by/kray/Znak_new/gorki/r6p24_10. Дата доступа: 1.09.2021.
- Выставка работ неизвестного гения Якова Симкина открылась в Горках https://www.tvrmogilev.by/ru/news/region/vystavka-rabot-neizvestnogo-geniya-yakova-simkina-otkrylas-v-gorkah-video.html Дата доступа: 10.09.2021.
- Белорусский художник Яков Симкин возвращается из забвения [БЕЛАРУСЬ 4| Могилев]. https://www.youtube.com/watch?v=U1dY6_Z_3C8 Дата доступа: 10.09.2021.